# Doamna Doubtfire, tăticul nostru trăsnit
Doamna Doubtfire, tăticul nostru trăsnit este un film de comedie dramatică regizat de Chris Columbus, cu scenariul scris de Randi Mayem Cântăreț și Leslie Dixon, bazat pe romanul Alias Madame Doubtfire de Anne Fine. Din distribuție fac parte Robin Williams, Sally Field, Pierce Brosnan, Harvey Fierstein, și Robert Prosky. Acțiunea filmului se desfășoară în jurul unui actor recent divorțat care se deghizează într-o dădacă pentru a putea sta alături de copiii lui. Filmul abordează teme precum divorțul, separările, și efectul pe care le au acestea asupra unei familii.
Filmul a fost lansat în Statele Unite pe 24 noiembrie 1993. A câștigat Premiul Oscar pentru Cel mai bun machiaj și Premiul Globul de Aur pentru cel mai bun film – muzical sau comedie. Robin Williams a fost distins cu Globul de Aur pentru cel mai bun actor.
Deși filmul a primit recenzii mixte în perioada în care rula în cinematografe, recenziile mai recente au fost mult mai pozitive: filmul se clasează pe locul 67 în clasamentul AFI's 100 Years...100 Laughs realizat de Institutul American de Film și pe locul 40 în clasamentul „celor mai amuzante 100 de filme din toate timpurile” realizat de televiziunea Bravo. Coloana sonoră a fost compusă de Howard Shore.

## Prezentare
Daniel Hillard este un actor de dublaj din San Francisco. Deși este un tată devotat copiilor lui, Lydia, Chris și Natalie, soția lui, Miranda, nu îl consideră un bărbat de încredere. Într-o zi, Daniel își dă demisia și se întoarce acasă pentru a organiza o petrecere aniversară fastuoasă pentru Chris în ciuda obiecțiilor Mirandei. Miranda depune actele pentru divorț, judecătorul îi acordă custodia copiilor, dar îi dă șansa lui Daniel să aibă custodie comună dacă își găsesște un loc de muncă în trei luni.

## Distributie
- Robin Williams - Daniel Hillard / Euphegenia Doubtfire
- Sally Field - Miranda Hillard
- Pierce Brosnan - Stuart "Stu" Dunmeyer
- Harvey Fierstein - Frank Hillard
- Polly Holliday - Gloria Cheney
- Lisa Jakub - Lydia "Lydie" Hillard
- Matthew Lawrence - Christopher "Chris" Hillard
- Mara Wilson - Natalie "Nattie" Hillard
- Robert Prosky - Mr. Jonathan Lundy
- Anne Haney - Mrs. Sellner
- Scott Capurro - Jack
- Sydney Walker - Bus Driver
- Martin Mull - Justin Gregory
- Terence McGovern - ADR Director Lou
- William Newman - Mr. Sprinkles

## Producție

### Coloana sonoră
1. "Mrs. Doubtfire" – 2:58
2. "Divorce" – 2:56
3. "My Name Is Else Immelman" – 2:55
4. "Meeting Mrs. Doubtfire" – 2:14
5. "Tea Time with Mrs. Sellner" – 3:58
6. "Dinner Is Served" – 2:18
7. "Daniel and the Kids" – 2:29
8. "Cable Cars" – 4:56
9. "Bridges Restaurant" – 6:13
10. "Show's Over" – 3:26
11. "The Kids Need You" – 3:21
12. "Figaro / Papa's Got a Brand New Bag" – 3:23

## Legături externe
- Doamna Doubtfire, tăticul nostru trăsnit la Internet Movie Database
- Doamna Doubtfire, tăticul nostru trăsnit la TCM Movie Database
- Doamna Doubtfire, tăticul nostru trăsnit la Allmovie
- Mrs. Doubtfire la Box Office Mojo